# Santa Cruz (Ilocos Sur)
Santa Cruz  (Bayan ng  Santa Cruz) es un municipio filipino de primera categoría perteneciente a  la provincia de Ilocos del Sur en la Región Administrativa de Ilocos, también denominada Región I.

## Barangays
Santa Cruz se divide, a los efectos administrativos, en 49 barangayes o barrios, conforme a la siguiente relación:
| - Amarao - Babayoan - Bacsayan - Banay - Bayugao del Este - Bayugao del Oeste - Besalan - Bugbuga - Calaoaan - Camanggaan - Candalican - Capariaan - Casilagan - Coscosnong - Daligan - Dili - Gabor del Norte | - Gabor del Sur - Lalong - Lantag - Las-ud - Mambog - Mantanas - Nagtengnga - Nazareth - Padaoil - Paratong - Pattiqui - Pidpid - Pilar - Pinipin - Población del Este - Población del Norte - Población del Oeste | - Población del Sur - Quinfermin - Quinsoriano - Sagat - San Antonio - San Jose - San Pedro - Saoat - Sevilla - Sidaoen - Suyo - Tampugo - Turod - Villa Garcia - Villa Hermosa - Villa Laurencia |